# Дубіївка (Шепетівський район)

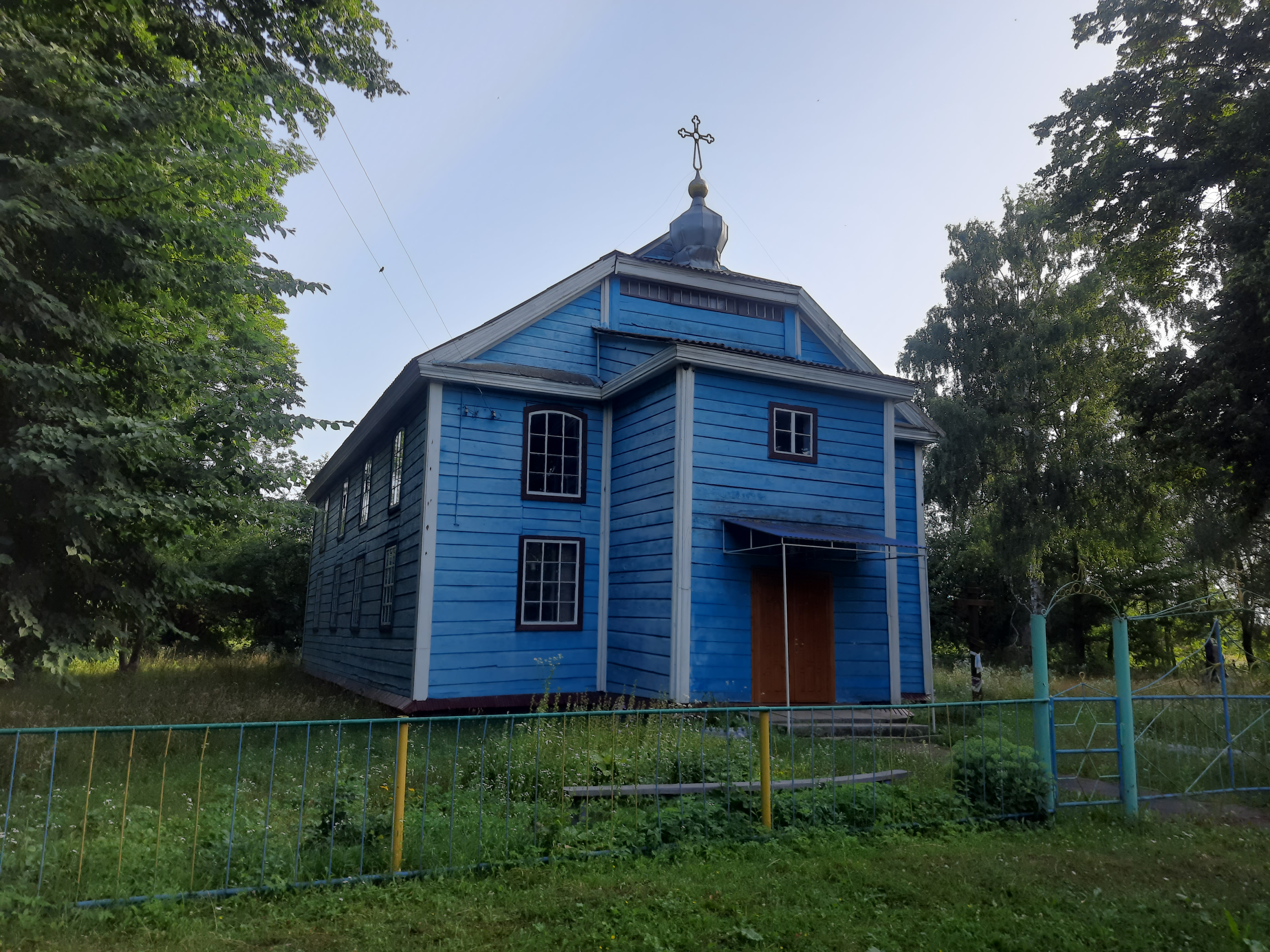
Церква Різдва Богородиці (колишня кірха)

Дубі́ївка (колишня Дерманка)— село в Україні, у Михайлюцькій сільській громаді Шепетівського району Хмельницької області. Населення становить 276 осіб (2007).

## Географія
Дубіївка розташована в межиріччі Смілки та її лівої притоки Лизнівки, на кордоні з Житомирською областю. Через село проходить автодорога Р49, а на східній околиці — залізниця Шепетівка — Звягель. На захід від села відходить дорога на Рилівку. Дві дороги та залізниця перетинають річку Лизнівку, де збудовано 3 мости. На околиці села залягають поклади торфу, червоної глини та піску.

## Історія
Село засноване німецькими колоністами у 1806 році. Першими його поселенцями були 12 сімей німців-колоністів. За прізвищем першого з них – Дерман, і пішла початкова назва цього населеного пункту – Дерманівка. Ці поселенці посадили місцевий ліс, який росте і донині, й обробляли по десять – сорок десятин землі. 
У 1914 році колоністів було переселено до Самарської губернії. Проте через кілька років, після революції, вони повернулися, створили свою артіль. Згодом, у 1930 році вони організували колгосп імені Карла Лібкнехта. Господарство вирощувало племінну велику рогату худобу, якою славилось на всю область, і племінних коней-рисаків, яких відправляли в Червону Армію. Воно було учасником Всесоюзної сільськогосподарської виставки, оскільки досягало високих урожаїв і надоїв, і до 1941 року вважалося передовим у Кам’янець-Подільській області. 
В 1914-1916 роках побудовано шосейну дорогу, яка проходила на схід від села Дубіївка. Шосейну дорогу яка проходить на захід від села було побудовано у 1934-35 роках.
Перед Другою Світовою війною багатьох німців було виселено у східні області України і до Казахстану. Під час окупації вигнанцями вже стали українці, а німців з навколишніх сіл було переселено в Дерманівку і створено спільну колонію. Правда, через кілька років вони змушені були відступити з військовиками вермахту.
Німцями село було окуповане з весни 1941 року. При бомбардуванні село було майже знищене: залишилось всього 50 дворів. Село дуже постраждало під час бомбардувань та артобстрілів німецькою авіацією. Також дуже багато жертв серед людей, що були поховані жителями села просто у полі, де їх спостигли ворожі кулі. Збереглись лише одиниці окремих ліній похованих солдат радянської армії, які загинули у 1941 році, але точне місце поховань, чи прізвища солдат невідомі. Село звільнено від фашистів військами 1 Українського фронту в січні 1944 року. Німці-колоністи, перебуваючи у селі, розорили городи та сади поселенців, захоплені з німецькими військами. 
У 1947 році населений пункт набув теперішньої назви – Дубіївка. 
Німцями-колоністами у 1918 році була побудова дерев'яна лютеранська кірха, яка збереглася й до сьогодні. Як згадує 88-річна дубіївчанка Марія Гапончук, у ній був німецький духовий оркестр та орган. Потім з неї зробили клуб. За часів радянського союзу на території кірхи на першому поверсі діяв сільський клуб, а на другому — бібліотека. З 1998 року у її приміщенні православна церква.
Також за часів СРСР була побудована спеціалізована школа, яка згодом була перебудована на загальноосвітню школу, що мала 9 класів. Наразі школа не діє, у ній розміщений сільський клуб.
05.02.1965 Указом Президії Верховної Ради Української РСР передано сільради: Городнявську та Дубіївську Славутського району до складу Шепетівського району.

## Населення

### Мова
Розподіл населення за рідною мовою за даними перепису 2001 року:
| Мова       | Відсоток |
| ---------- | -------- |
| українська | 100%     |